# Sommer 1943 – Das Ende der Unschuld
Sommer 1943 – Das Ende der Unschuld (polnischer Originaltitel: Wołyń; deutsch Wolhynien) ist ein polnisches Kriegsdrama aus dem Jahr 2016 unter der Regie von Wojciech Smarzowski. Der Film spielt in der Zeit von 1939 bis 1943 und sein zentrales Thema ist der ukrainische „Polenhass“, der in Massakern in Wolhynien und Ostgalizien gipfelt. Das Drehbuch basierte auf der Sammlung von Kurzgeschichten mit dem Titel „Hassen“ (polnisch: Nienawiść) von Stanisław Srokowski.
Der Film wurde beim 41. Gdingener Filmfestival für den Golden Lions Award nominiert, wo er drei Auszeichnungen erhielt: für die Kamera, das beste Debüt und das beste Make-up.

## Handlung
Der Film erzählt die Geschichte eines jungen polnischen Mädchens, Zosia Głowacka, aus einem von Ukrainern, Polen und Juden besiedelten Dorf in Wolhynien. Die Geschichte beginnt kurz vor Ausbruch des Zweiten Weltkriegs im Jahr 1939 mit der Heirat von Zosias Schwester mit einem Ukrainer. Während der Hochzeit beschließt Zosias Vater, dass sie einen älteren Dorfverwalter und Witwer, Maciej Skiba, heiraten muss, obwohl sie in einen jungen ukrainischen Jungen namens Petro sehr verliebt ist. Die lokale ukrainische Bevölkerung zeigt viel Ressentiments gegenüber polnischen Beamten, da sie die polnische Minderheit in Wolhynien bevorzugen. Aus diesem Grund führen einige Ukrainer Terroranschläge gegen polnische Behörden und ukrainische Kollaborateure durch. Diese Angriffe werden mit strengen Maßnahmen der polnischen Regierung vergolten, einschließlich der Schließung orthodoxer Kirchen und der Demütigung der ukrainischen Bevölkerung. Trotzdem versuchen Teile der ukrainischen und polnischen Bevölkerung, sich miteinander zu versöhnen.
Als der Krieg beginnt, wird Maciej zur polnischen Armee eingezogen, um im Septemberfeldzug gegen die Deutschen zu kämpfen. Als der Feldzug verloren geht, versuchen Maciej und andere Überlebende, in ihre Häuser zurückzukehren. Auf dem Rückweg werden alle Mitglieder der Gruppe, außer Maciej, von einheimischen Ukrainern gefangen genommen, gefoltert und getötet. Maciej schafft es, ins Dorf zu gelangen, indem er sich als Ukrainer verkleidet. Das Dorf liegt in Ostpolen, das von der Sowjetunion besetzt wird, und im Dorf etabliert sich die kommunistische Herrschaft. Die lokale ukrainische und jüdische Bevölkerung arbeitet mit den sowjetischen Behörden zusammen, die die polnischen Behörden der Vorkriegszeit als Gouverneure ersetzen.
In der Zwischenzeit wird Zosia schwanger, höchstwahrscheinlich von Petro, will aber, dass Maciej glaubt, dass das Kind von ihm ist. Als Teil einer massiven Deportation der polnischen Bevölkerung, die von 1939 bis 1941 von den Sowjets durchgeführt wurde, sollen Zosia, Maciej und seine Kinder zur Zwangsarbeit nach Sibirien oder in die Kasachische SSR geschickt werden. Zosia und die Kinder werden im letzten Moment gerettet, kurz bevor der Zug abfährt. Petro besticht die Wache mit Wodka. Als sie zu Petros Haus zurückkehren, bekommt Zosia Wehen. Während sie ihr Kind zur Welt bringt, kommt die Wache und tötet Petro. Zosia kümmert sich dann während seiner Abwesenheit um Maciejs Haus und Kinder. Die Kinder werden in eine von den Sowjets organisierte Schule geschickt.
Die Handlung wechselt dann zu 1941, als die deutsche Wehrmacht während der Operation Barbarossa Wolhynien erobert. Die Deutschen beginnen, die lokalen Juden zu töten und organisieren die Ukrainische Hilfspolizei aus ukrainischen Kollaborateuren, die sich aktiv am Holocaust beteiligen. Zosia und andere Ukrainer versuchen jedoch immer noch, den Juden zu helfen, indem sie sie an sicheren Orten verstecken.
In der Zwischenzeit kehrt Maciej nach Hause zurück, nachdem er der Abschiebung entkommen ist. Die Familie versucht, ihr Leben in der veränderten Realität zu organisieren, da die Polen zunehmender Feindseligkeit seitens ihrer ukrainischen Nachbarn ausgesetzt sind, was zu einer Zunahme der von letzteren begangenen Morde an Polen führt. Eines Tages macht sich Maciej trotz Zosias Protesten aus Angst um seine Sicherheit auf den Weg zum lokalen Markt. Sie hat recht, denn die anderen polnischen Nachbarn kommen einige Tage später mit abgeschlagenem Kopf von Maciej.
Zosia versucht, so gut wie möglich über die Runden zu kommen, während sie sich um die Kinder kümmert. Doch eines Tages wehrt sie sich gegen eine versuchte Vergewaltigung durch einen ukrainischen Polizisten, und die Anwesenheit der von ihr versteckten Juden kommt ans Licht. Die Juden, ein altes Ehepaar und ein junger, nicht verwandter Junge, fliehen und finden für den Winter Unterschlupf im Haus eines einheimischen Ukrainers, der sich bereit erklärt, zu helfen, nachdem der Jude ihm eine große Menge Geld versprochen hat. Als die Frau des Juden stirbt und der Winter kommt, verlangt der Ukrainer eine Zahlung. Als er sieht, dass der Jude ihn nicht bezahlen kann, ermordet er ihn im Wald. Der junge Jude wird vom Sohn des Ukrainers gerettet.
Im Sommer 1943 verbreitet sich unter den Polen im Dorf die Nachricht von den Morden der Ukrainer. Zu der Zeit trifft ein schwer verletzter junger Pole bei Zosia ein. Als er sich erholt, lässt er sich dort nieder, da sich Zosia dadurch sicherer fühlt. Er kontaktiert die örtliche Einheit der Polnischen Heimatarmee, die auf Befehl der polnischen Exilregierung im Vereinigten Königreich die Polen nicht vor ukrainischen Angriffen schützt, sondern sich auf den künftigen Kampf gegen die Deutschen vorbereitet. Als der junge Mann gebeten wird, Angehörigen der Heimatarmee auf dem Weg zu einem Treffen mit der Ukrainischen Aufstandsarmee (UPA) als Führer zu dienen, versucht Zosia verzweifelt, ihn davon abzubringen. Sie konnte ihn nicht aufhalten. Als zwei Mitglieder der Heimatarmee wie vereinbart ohne Waffen zu dem Treffen kommen, werden sie von den UPA-Soldaten umzingelt, gefangen genommen und dann von Pferden zerstückelt. Die Männer der UPA jagen dann den Rest der Gruppe der Heimatarmee. Sie finden nur Zosias Freundin, die entflohen ist und sich in einer Kirche voller Polen versteckt. Während der Zeremonie betreten die Ukrainer die Kirche und töten alle auf dem Weg, außer Zosias Freundin. Sie rennt zum Turm der Kirche und überlebt den Angriff irgendwie.
In der Zwischenzeit schließen sich die lokale ukrainische Bevölkerung, der ehemalige ukrainische Polizist und seine Freunde der UPA im Wald an. Sie versammeln sich und rufen dazu auf, das Land von den Polen auszurotten. Es werden zwei Zeremonien der ukrainisch-orthodoxen Priester gezeigt: die erste, die über die Liebe zum Nächsten predigt, und die zweite, die dazu aufruft, alle Polen zu töten, um endlich reine ukrainische Länder zu erreichen.
Bald kommen die ersten Überlebenden der Pogrome im Dorf an und erzählen die Geschichte von ukrainischen Nachbarn, die Polen und alle, die gegen die Morde protestiert haben, getötet haben. Der örtliche ukrainische Dorfverwalter kommt zu Zosia nach Hause, um ihr zu versichern, dass sie und ihre Kinder zu Hause bleiben können, da sie von ihren ukrainischen Nachbarn nicht verletzt würden. Auch andere Polen sind in ihrer Sicherheit beruhigt. Dies sind jedoch nur Täuschungsmanöver, um den Ukrainern zu ermöglichen, so viele Polen wie möglich zu töten.
Die Morde im Dorf beginnen nachts. Zosia entkommt mit ihrem Kind, aber als sie wegrennt, sieht sie, wie Polen gefoltert werden, darunter schwangere Frauen, die in den Mutterleib gestochen werden, Menschen ausgeweidet werden und ihnen die Augen ausgestochen werden. Zosias Stiefsohn wird während dieses Massakers ermordet. Ihre Stieftochter wird jedoch von einem ukrainischen Bauern gerettet. Auf ihrem Weg, dem sicheren Tod zu entkommen, erreichen Zosia und ihr Kind Petros vorheriges Haus, wo sie von Petros Mutter gerettet werden.
Als Zosia mit ihrem Kind von Ort zu Ort rennt, trifft sie in jedem Dorf auf die Leichen verstümmelter polnischer Säuglinge, Frauen und älterer Menschen. An einem Ort trifft sie auf eine Einheit der Wehrmacht, die sie vor dem sicheren Tod rettet, kurz bevor die Ukrainer sie und ihr Kind töten wollen. Die Deutschen wundern sich zunächst, warum sie neben ihnen geht, doch als sie auf ihrem Weg immer mehr Stapel ermordeter Polen finden, bemitleiden sie sie und eskortieren sie zum Wohnort ihrer Schwester Helena. Dort wird sie willkommen geheißen, denn Vasyl, Helenas ukrainischer Ehemann, ist polenfreundlich. Zosia versteckt sich mit ihrem Sohn in ihrem Schuppen. Da der Großteil der Dorfbevölkerung bereits in Morde verwickelt ist, versucht Vasyls Bruder ihn zu überzeugen, sich den Nationalisten anzuschließen und seine polnische Frau zu töten, um sich und die Kinder zu retten. Während sie sich streiten, tötet Vasyl seinen eigenen Bruder mit einer Axt.
In der nächsten Nacht wird die ganze Familie von Polen angegriffen, die sich an den Ukrainern rächen wollen. Sie verurteilen Helena, weil sie mit einem Ukrainer zusammenlebt. Sie schlachten ihr Neugeborenes vor ihren Augen, töten Vasyl und enthaupten sie. Zosia beobachtet alles vom Schuppen aus. Verängstigt flieht sie erneut und hat nun Angst vor Ukrainern und Polen. Sie versteckt sich mit ihrem Sohn im Wald. Nachfolgende Szenen zeigen, wie die UPA durch den Wald eilt und jubelnd feiert, während sie einen Karren führt, der von den Polen besetzt ist, die Helenas Familie und andere Ukrainer getötet haben, aber jetzt als Strafe für die Vergeltungsangriffe entstellt, misshandelt und sichtbar gefoltert werden. Ein junger, blonder Mann mit verschleierten Gesichtszügen setzt Zosias Sohn auf einen Pferdewagen, bevor er sich Zosias Ruheplatz im Wald nähert. Der Film wechselt dann zwischen Aufnahmen einer bewusstlosen Zosia auf einem Karren, Zosia und ihrem Sohn, die durch einen deutschen Kontrollpunkt an einer Brücke gehen, bevor er schließlich die bewusstlose Zosia zeigt, die auf dem Karren liegt, und ihrem Sohn, der vorne auf dem Wagen sitzt, mit einem jungen Mann, der genau wie Petro aussieht. Dieser bahnt sich seinen Weg durch die weiten grünen Felder Wolhyniens.

## Produktion
Da das Budget des Films nicht ausreichte, bat der Regisseur die Öffentlichkeit um finanzielle Unterstützung, um die erforderlichen Mittel für die Fertigstellung des Films aufzubringen. Danach kam die finanzielle Unterstützung zum Beispiel von Telewizja Polska.
Die Dreharbeiten fanden vom 19. September 2014 bis 21. August 2015 statt in: Lublin, Kolbuszowa, Kazimierz Dolny, Rawa Mazowiecka, Sanok und Skierniewice.

## Auszeichnungen
- 2016: Nominierung für den Goldenen Löwen [pl] Polnischer Filmpreis beim 41. Gdingener Filmfestival[8]
- 2016: Preis für die beste Kamera an Piotr Sobociński beim 41. Gdingener Filmfestival[9]
- 2016: Preis für das beste Debüt an Michalina Łabacz beim 41. Gdingener Filmfestival[10]
- 2016: Best Makeup Award an Ewa Drobiec beim 41. Gdingener Filmfestival[9]

## Kritiken

### In Polen
Nach Meinung von Tadeusz Sobolewski ist Wolhynien ein Film ohne Präzedenzfälle im polnischen Kino nach 1989. Piotr Zychowicz und Pawel Lisicki lobten den Film aufgrund seiner Authentizität und historischen Genauigkeit. Grażyna Torbicka und Tomasz Raczek zeigten sich beide überrascht, dass der Film beim Gdingener Filmfestival 2016 in Polen nicht den Hauptpreis erhalten hatte. Jakub Majmurek schrieb, dass der Film seine hohen Erwartungen erfüllt hat und einer der besten Filme ist, der die Geschichte der „blutenden Länder“ beschreibt. Der Autor glaubt auch, dass der Regisseur des Films, Smarzowski, die Beziehungen zwischen Polen und Ukrainern ehrlich dargestellt hat und die Idee des Films eine Warnung vor jeder Form von Radikalismus ist. Ewa Siemaszko, die mit dem Institut für Nationales Gedenken zusammenarbeitet, um die historischen Fakten der Massaker in Wolhynien und Ostgalizien aufzudecken, ist der Meinung, dass der Film die Ereignisse genau wiedergibt. Sie zitierte Meinungen von Zeugen des Völkermords, die sagten, der Film sei wie eine Dokumentation über die Ereignisse in Wolhynien. Ewa Siemaszko bemerkte außerdem, dass die Massaker an Polen in Wolhynien ein Völkermord von außergewöhnlicher Grausamkeit seien – „genocidium atrox“. Es war ein heftiger, grausamer und schrecklicher Völkermord.

### In Deutschland
Laut Gerhard Gnauck war Wolhynien der Film, auf den die polnische Gesellschaft lange gewartet hatte. Anlässlich der Premiere erinnerte Gnauck an die Geschichte der Region und die polnisch-ukrainischen Beziehungen. Der Autor zitierte die Erwartungen einiger politischer Experten, dass der Film die Beziehungen abkühlen, negative Emotionen in der Ukraine wecken und von den Russen ausgenutzt werden könnte, um antiukrainische Propaganda zu entfesseln. Gnauck hat die Episode von Zosia und ihrem Kind unterstrichen, die Schutz bei einer Einheit der deutschen Armee suchten. Der Film ist nach Gnaucks Meinung sehr gut und gleicht die Rechte beider Seiten aus.

### In der Ukraine
Auf Empfehlung des ukrainischen Botschafters in Polen, Andrij Deschtschyzja, wurde die Vorführung des Films in der Ukraine verboten. Berichten zufolge wurde die Zensur von den ukrainischen Behörden rationalisiert, die behaupteten, dass der Film „Unruhen auf den Straßen von Kiew verursachen könnte“. Der Leiter der Ukrainischen Vereinigung in Polen, Piotr Tyma, unterstützte das Verbot mit der Behauptung, der Film untergrabe die polnisch-ukrainischen Versöhnungsbemühungen. Ukrainische Medien beschuldigten den Regisseur, einen voreingenommenen Film „nur auf der Grundlage polnischer historischer Quellen“ gemacht zu haben. Die erste derartige Vorführung wurde von der polnischen Botschaft in Kiew geplant. Es hätte eine Diskussion mit dem Direktor folgen sollen. Unter den eingeladenen ukrainischen Gästen befanden sich der Präsident, der Premierminister und einige Abgeordnete. Das ukrainische Außenministerium empfahl der polnischen Botschaft jedoch dringend, die Vorführung aus Gründen der „öffentlichen Ordnung“ abzusagen. Dementsprechend sagte der Sprecher des polnischen Außenministeriums, Rafał Sobczak, dass die Einführungsvorführung abgesagt worden sei. Es könnten Gespräche über einen möglichen neuen Termin für eine eingeschränkte Sichtung geführt werden. Das Polnische Institut in Kiew folgte der Empfehlung des Außenministeriums der Ukraine und sagte die Vorführung eines Films vor dem Hintergrund der Massaker des Zweiten Weltkriegs ab.
Während der Produktion des Films lehnten einige ukrainische Schauspieler, die eingeladen wurden, Charaktere zu spielen, das Angebot ab, nachdem sie von ihnen gelesen hatten, weil sie dachten, der Film propagiere Hass. Andriy Lyubka bemerkte, dass nach der Premiere des Films „Die polnisch-ukrainischen Beziehungen 10 Jahre zurückrollen werden“.
Dennoch wurde der Film von Nadja Sawtschenko, einem Mitglied des ukrainischen Parlaments, positiv aufgenommen, die die Gelegenheit begrüßte, über schmerzhafte Ereignisse der Vergangenheit zu sprechen, und viele positive Entwicklungen in den heutigen polnisch-ukrainischen Beziehungen feststellte.

## Historischer Zusammenhang
- Die Figur des Offiziers der Polnischen Heimatarmee, der beim Treffen mit Ukrainern ankommt, bezieht sich auf den Dichter und Offizier Zygmunt Rumel, der von der UPA getötet und an vier Pferde gefesselt und dessen Körper in Stücke gerissen wurde.
- Die Angriffsszene auf die Kirche bezieht sich auf Ereignisse vom 11. Juli 1943 im Dorf Kisielin (Massaker von Kisielin[23]), genannt Blutsonntag in Wolhynien. Ähnliche Ereignisse finden am selben Tag in Poryck (Massaker von Poryck), Chrynów (Massaker von Chrynów), Krymno und Zabłoćce statt.
- Die Szene der Segnung von Äxten und Sensen bezieht sich auf die Ereignisse vom 28. August 1943 im Dorf Sztuń bei Liuboml.[24][25][26]
- Die Predigt in der orthodoxen Kirche fand am 27. September 1943 im Dorf Iwankowicze statt.
- Die polnische Repressalie kann sich auf das Massaker von Sahryń (10. März 1944) oder auf das Massaker von Pawłokoma (3. März 1945) beziehen, obwohl in Pawłokoma Frauen und Kinder verschont blieben.[27]